# Стопа (единица измерения)
Стопа́ — старинная русская единица измерения. Использовалась как единица счёта писчей бумаги, а также как мера длины и объёма.

## Как единица счёта бумаги
1 стопа = 1/10 кипы = 20 дестей = 480 листов бумаги.
В словаре Брокгауза и Ефрона упоминается также стопа, состоящая из 24 дестей, то есть из 576 листов.
После введения метрической системы использовалась метрическая стопа:
1 метрическая стопа = 20 метрических дестей = 1000 листов бумаги.
Стандартная упаковка бумаги формата A4 содержит 500 листов, то есть 1/2 метрической стопы.

## Как единица длины
1 стопа = 28,8 см.
Аналогична (подобна)  футу.

## Как единица объёма
Стопа использовалась как мера измерения количества вина. Согласно словарю Брокгауза и Ефрона, в прошлом ведро делилось на стопы, однако числовых сведений о таком делении не сохранилось. Известны лишь некоторые цены, дающие повод к сближениям:
- в 1531 году стопа церковного вина стоила 3 деньги (новгородки), а по показанию Торговой книги большая бочка красного вина продавалась по 6 рублей. Таким образом, 1 стопа = 1/200 бочки = 1/5 ведра.
- в 1629 году, согласно Псковской летописи, стопа подверглась изменению: «купиша (то есть откупиша) на Москве кабаки псковские москвичи… Хмелевской с товарыщи, и продаваша вино по 4 алтына стопу, а стоп убавили». Так как известно, что в 1615 году кабацкое ведро вина стоило 2 рубля 10 алтын, то: 1 стопа = 1/20 ведра.